# Wilhelm Anton von Klewitz
Wilhelm Anton von Klewitz (également Klewiz) (né le 1er août 1760 à Magdebourg - décédé le 26 juillet 1838 à Magdebourg) était un haut fonctionnaire qui fit partie des réformateurs prussiens du XIXe siècle.

## Biographie
Klewiz effectua ses études secondaires au lycée de la cathédrale de Magdebourg. Issu de la bourgeoisie, il étudia le droit à l'université Frédéric de Halle (de 1779 à 1781) puis à l'université de Göttingen. Il s'intéressait simultanément à la chimie et aux mathématiques. Stagiaire à la Chambre des Domaines et de la Guerre de Magdebourg en 1783, on lui confie la direction des salines de Schönebeck (Elbe). Il est titularisé assesseur et conseiller régional en 1785, et promu quelques années plus tard directeur. En 1793, Klewiz est chargé de l'intégration administrative et juridique des régions polonaises annexées à la Prusse.
En 1794, il épouse Karoline Henriette Augusta Rumpff, dont il aura deux enfants : Caroline-Wilhelmine von Klewiz (1795–1823) et Carl-Wilhelm von Klewiz (1800-1841). Il adhère au Montagsklub (de) de Berlin en 1799, et en sera membre jusqu'en 1822. Klewiz est anobli en 1803 pour les services rendus à la Couronne de Prusse.

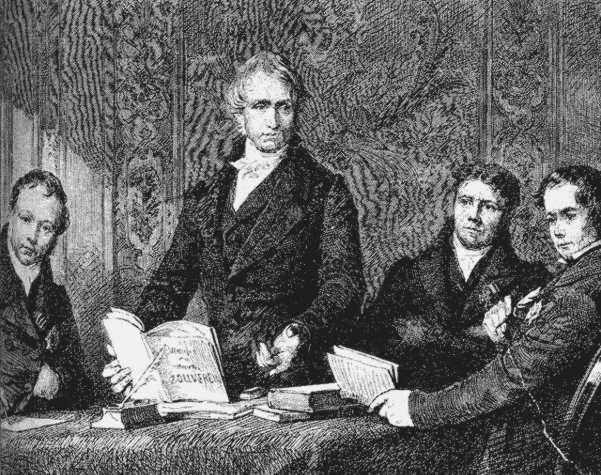
Les promoteurs du Zollverein en 1834 (de gauche à droite) : Friedrich von Motz (ministre des Finances 1825–1830), Karl Georg Maaßen (ministre des Finances 1830–1834), Wilhelm Anton von Klewiz (ministre des Finances 1817–1825) et Friedrich Eichhorn (Directeur de Cabinet des Affaires Étrangères 1815–1840).

En tant que président de la chambre régionale de Posen, Klewiz y assura la mobilisation des troupes contre Napoléon en 1805. Après les défaites d'Iéna et d'Auerstedt, il assuma la présidence de la caisse de secours et d'assistance de Königsberg. Distingué pour sa maîtrise des questions fiscales, il fut chargé en 1810 par le chancelier von Hardenberg de préparer avec Theodor von Schön le décret de réforme des institutions prussiennes (Verordnung über die veränderte Staatsverfassung aller obersten Staatsbehörden).
Au cours de la Campagne d'Allemagne (1813), il occupe le poste de gouverneur des territoires compris entre l'Elbe et la Weser, détachés de la Prusse depuis la capitulation de 1807. La réintégration de ces régions à la Prusse l'accaparent jusqu'en 1816 : pour ce travail, il est élevé au rang de conseiller du roi, et à la fin de l'année 1816, von Klewiz est nommé commissaire général à la création de la Prusse Rhénane, tout juste attribuée à la Prusse par le Traité de Vienne ; là, sa première tâche est de combattre la disette qui sévit. Klewiz est nommé ministre des Finances en 1817 : il y engage les premières consultations en vue d'une union douanière des nations d'Allemagne du Nord, le Zollverein.
De retour à Magdebourg en 1824, il obtient l'année suivante le poste de premier haut président de la province de Saxe où il succède au baron von Motz, et conservera cette charge jusqu'en 1837. Ses préoccupations principales furent d'une part l'éducation et le statut des cultes, d'autre part l'exploitation minière. Il assurait en outre la charge de commissaire du gouvernement au parlement de Saxe.